# Adam Kowalski (Volleyballspieler)
Adam Kowalski (* 16. September 1994 in Częstochowa) ist ein polnischer Volleyballspieler. Mit den Berlin Recycling Volleys wurde er mehrmals deutscher Meister und Pokalsieger.

## Karriere
Kowalski kam durch seinen Vater, der als Trainer tätig war, zum Volleyball. Er begann seine Karriere im Nachwuchs von Częstochowa und gewann in dieser Zeit zwei Nachwuchsmeisterschaften. 2013 ging er zu Czarni Radom. Mit der polnischen Nationalmannschaft erreichte der Libero 2015 bei den Europaspielen in Baku den vierten Platz. In der Saison 2016/17 spielte er wieder in seiner Heimatstadt bei AZS Częstochowa. Danach wechselte er innerhalb der polnischen Liga zu Chemik Bydgoszcz. 2019 wurde er vom deutschen Meister Berlin Recycling Volleys verpflichtet. In der Saison 2019/20 schied er mit den BR Volleys in der Vorrunde der Champions League aus. Der Verein gewann das DVV-Pokalfinale gegen die SWD Powervolleys Düren und stand beim Saisonabbruch der Bundesliga kurz vor dem Ende der Hauptrunde auf dem ersten Tabellenplatz. In der Saison 2020/21 schieden die Berliner mit Kowalski im Viertelfinale des DVV-Pokals aus und kamen in der Champions League ebenfalls ins Viertelfinale. Anschließend erreichten sie als Tabellendritter der Bundesliga-Hauptrunde das Playoff-Finale gegen den VfB Friedrichshafen und wurden erneut deutscher Meister. Im DVV-Pokal 2021/22 unterlagen die Berliner im Halbfinale gegen Friedrichshafen, im Playoff-Finale gelang ihnen gegen den Dauerkonkurrenten jedoch die Titelverteidigung. 2022/23 gewannen die Berlin das Pokalfinale gegen die SWD Powervolleys Düren und das Playoff-Finale erneut gegen Friedrichshafen. Auch 2023/24 holten die Berliner das Double aus DVV-Pokal und Meisterschaft. Kowalski spielt 2024/25 weiterhin für Berlin.